# Cryptocanthon osaensis
Cryptocanthon osaensis là một loài bọ cánh cứng trong họ Bọ hung (Scarabaeidae).